# Geraldo Domingues
Geraldo Domingues ou Geraldo Domingues da Cunha (1285? — Estremoz, 1321) foi um prelado português dos séculos XIII e XIV.

## Biografia
Não está definitivamente apurada a sua filiação, nomeadamente se seria filho sacrílego de Estêvão Domingues, Reitor da Igreja de Penude, em Lamego, e descendente de Jogundo de Medelo, ou - o que parece ser mais provável, segundo pesquisas recentes -  filho natural de Domingos Lourenço da Cunha e neto paterno do cavaleiro medieval Lourenço Fernandes da Cunha.
Foi conselheiro régio (1269–1279), cónego de Coimbra, deão de Braga (1295–1299), 13.º Bispo do Porto (1300-1308), Bispo de Placência (1308-1313/1314) e 12.º Bispo de Évora (1313/1314-1321).
Foi também testamenteiro do rei D. Afonso III em 1271, bem como da sua tia paterna, D. Urraca Lourenço da Cunha.
Instituiu, na pessoa do sobrinho, Vasco Martins de Alvelos (futuro Bispo do Porto e Bispo de Lisboa), em 28 de Abril de 1317, o Morgado de Moledo em Almacave, Lamego, com sua Capela de Santa Catarina na Sé de Lamego, com cabeça na sua Quintã de Medelo e vinculando-lhe várias propriedades distribuídas por quase todo o país. Estipulou que a Vasco Martins devia suceder seu outro sobrinho, Egas, filho de seu irmão Vicente Domingues. D. Dinis I de Portugal doou a D. Geraldo, bispo do Porto, Medelo e suas herdades e reguengos, no termo de Lamego (3, 53v), além de muitas outras doações que lhe fez.
Foi assassinado no castelo de Estremoz, às mãos de partidários do Infante D. Afonso, durante as desordens civis do final do reinado de D. Dinis, por apregoar a concórdia entre o monarca e o seu bastardo, D. Afonso Sanches, e o príncipe herdeiro, o referido Infante D. Afonso.